# Robert Berland
Robert Berland (Chicago, 5 de noviembre de 1961) es un deportista estadounidense que compitió en judo.
Participó en dos Juegos Olímpicos de Verano en los años 1984 y 1988, obteniendo una medalla de plata en la edición de Los Ángeles 1984 en la categoría de –86 kg. En los Juegos Panamericanos de 1983 consiguió una medalla de plata.
Ganó una medalla de bronce en el Campeonato Mundial de Judo de 1983, y una medalla de plata en el Campeonato Panamericano de Judo de 1986.

## Palmarés internacional
| Juegos Olímpicos        | Juegos Olímpicos             | Juegos Olímpicos  | Juegos Olímpicos |
| Año                     | Lugar                        | Medalla           | Categoría        |
| ----------------------- | ---------------------------- | ----------------- | ---------------- |
| 1984                    | Los Ángeles (Estados Unidos) | Medalla de plata  | –86 kg           |
| Campeonato Mundial      |                              |                   |                  |
| Año                     | Lugar                        | Medalla           | Categoría        |
| 1983                    | Moscú ( URSS)                | Medalla de bronce | –86 kg           |
| Juegos Panamericanos    |                              |                   |                  |
| Año                     | Lugar                        | Medalla           | Categoría        |
| 1983                    | Caracas (Venezuela)          | Medalla de plata  | –86 kg           |
| Campeonato Panamericano |                              |                   |                  |
| Año                     | Lugar                        | Medalla           | Categoría        |
| 1986                    | Salinas (Puerto Rico)        | Medalla de plata  | –95 kg           |